# Aunay-sur-Odon
Aunay-sur-Odon ist eine ehemalige französische Gemeinde mit zuletzt 3283 Einwohnern (Stand: 1. Januar 2014) im Département Calvados in der Region Normandie; sie gehörte zum Arrondissement Vire.
Zum 1. Januar 2017 wurde Aunay-sur-Odon im Zuge einer Gebietsreform zusammen mit sechs benachbarten Gemeinden als Ortsteil in die neue Gemeinde Les Monts d’Aunay eingegliedert. Aunay-sur-Odon fungiert dabei als „übergeordneter Ortsteil“ und Verwaltungssitz von Les Monts d’Aunay.

## Geographie
Aunay-sur-Odon wird vom Fluss Odon durchquert. Nachbargemeinden von Aunay-sur-Odon waren Le Mesnil-au-Grain im Norden, Bauquay und Saint-Agnan-le-Malherbe im Nordosten, Courvaudon im Osten, Bonnemaison im Südosten, Roucamps im Süden, Ondefontaine im Südwesten, Saint-Georges-d’Aunay im Westen und Longvillers im Nordwesten.

## Geschichte

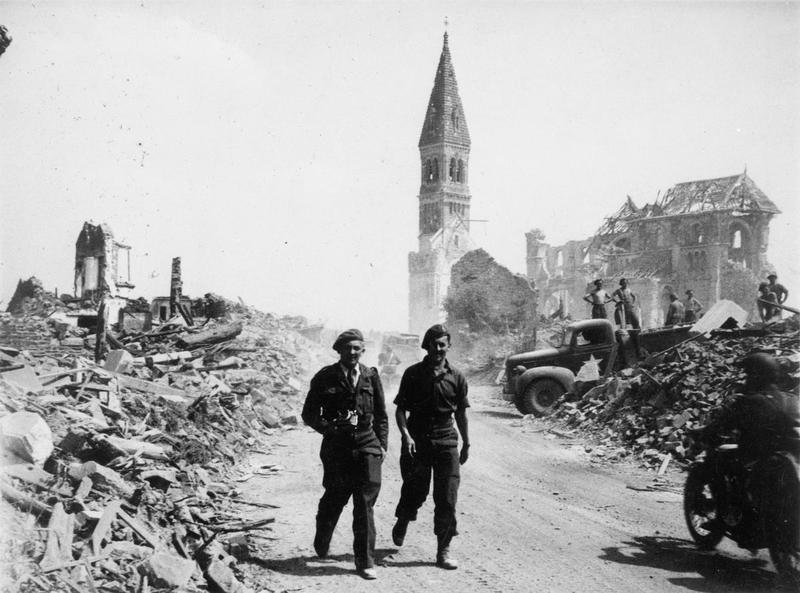
Alliierte Soldaten im zerstörten Aunay-sur-Odon (1944)

Aunay-sur-Odon liegt an der Kreuzung der Straßen von Caen nach Vire und Bayeux nach Falaise. Aufgrund dieser Lage wurde die Stadt am 12. und in der Nacht vom 14. auf den 15. Juni 1944 (d. h. eine Woche nach dem D-Day am 6. Juni 1944) durch alliierte Bombenangriffe zu 74 % zerstört. 
Bei den Angriffen kamen 200 Menschen ums Leben. In den Jahren 1947 bis 1951 wurde Aunay als Planstadt neu angelegt.

### Bevölkerungsentwicklung
| Jahr                              | 1793 | 1836 | 1876 | 1926 | 1946 | 1968 | 1990 | 2013 |
| Einwohner                         | 1394 | 2033 | 1925 | 1601 | 1145 | 3117 | 2878 | 3275 |
| Quellen: Cassini, EHESS und INSEE |      |      |      |      |      |      |      |      |

## Sehenswürdigkeiten
- Ruinen der Zisterzienserabtei Aulnay aus dem 12. Jahrhundert
- Motte

## Gemeindepartnerschaften
- Holsworthy (England)
- Mömbris (Bayern)